# Flo Milli
Tamia Monique Carter (Mobile, Alabama; 9 de enero de 2000), conocida por su nombre artístico, Flo Milli,  es una rapera estadounidense. Saltó a la fama después de que su canción de 2018 "Beef FloMix" y su continuación de 2019, "In the Party", alcanzaron la viralidad en plataformas de redes sociales, incluido TikTok, y también recibieron las respectivas certificaciones de oro de la Recording Industry Association of America (RIAA). A finales de 2019, firmó un contrato discográfico con '94 Sounds de Justin Goldman y RCA Records.
Ambas canciones se publicarían como sencillos principales del mixtape debut de Carter, Ho, Why Is You Here? (2020), que fue lanzado con gran éxito de crítica y marcó su primera entrada, en el número 76, en el Billboard 200, y también recibió una ubicación en la lista de los "200 mejores álbumes de hip hop de todos los tiempos" de Rolling Stone en 2022. También fue nominada a Mejor Artista Nuevo en los Premios BET Hip Hop 2020. En julio de 2022, lanzó su álbum debut You Still Here, Ho?, que tuvo una recepción crítica similar a pesar de no llegar a las listas mundiales.

## Primeros años
Tamia Monique Carter nació y creció en Mobile, Alabama. Su cumpleaños es el 9 de enero de 2000. Escribió su primera canción a los 9 años y comenzó a rapear a los 11, formando el grupo de rap Real & Beautiful, más tarde conocido como Pink Mafia, que disolvió a los 14 años. Después de ver un episodio del programa de cuenta regresiva del video musical de BET, 106 & Park, que presentaba a Nicki Minaj, se inspiró y comenzó a escribir versos cortos que se convirtieron en canciones. Hablando de su experiencia en la escuela secundaria, dijo: "Me ocupé de todo, así que me enseñó que lo único que importa es mi opinión sobre mí misma". Lanzó su primera canción en solitario, "No Hook", en 2015. Creció escuchando a Jill Scott, Anthony Hamilton y Erykah Badu.

## Carrera

### 2019-2021: Ho, Why Is You Here?
En octubre de 2018, Flo Milli grabó la versión original de su sencillo exitoso, "Beef FloMix", un estilo libre sobre el instrumental de la canción de 2014 del rapero y productor Ethereal "Beef" con el rapero Playboi Carti. Se volvió viral en Instagram y otros sitios de redes sociales, incluido TikTok, alcanzando el número dos en Viral 50 de Spotify en abril de 2019. En julio de 2019 se lanzó una versión completamente producida de la canción y recibió más de 46 millones de reproducciones en Spotify. El siguiente sencillo de Flo Milli fue "In the Party", lanzado en octubre de 2019. Actuó en Rolling Loud Los Ángeles en diciembre de 2019. A finales de 2019, había firmado con el sello '94 Sounds y RCA Records del ejecutivo discográfico Justin Goldman. En febrero de 2020, lanzó el sencillo "My Attitude".  Sus sencillos "Not Friendly" y "Eat It Up" se lanzaron en marzo y abril de 2020 respectivamente. En junio de 2020, Flo Milli lanzó el sencillo "Like That Bitch" producido por J. White Did It. En julio de 2020 se lanzó un vídeo musical de la canción, junto con otro sencillo, "Weak". El mixtape debut de Flo Milli, Ho, Why Is You Here?, se lanzó el 24 de julio de 2020 y recibió elogios de la crítica.
El 10 de agosto de 2020, se anunció que Flo Milli había firmado un acuerdo de coedición global exclusivo con Pulse Music Group. La empresa describió el acuerdo, que abarca todo su catálogo, como "una situación de firma altamente competitiva". La cantante Saygrace presentó a Flo Milli en el remix de su sencillo, "Boys Ain't Shit", en agosto de 2020. Apareció en el vídeo musical del sencillo de G-Eazy, "Down", con Latto, en septiembre de 2020. Flo Milli fue nominada a Mejor Artista Nuevo en los Premios BET Hip Hop 2020 en septiembre de 2020.
En enero de 2021, Flo Milli lanzó el sencillo "Roaring 20s". En junio de 2021, fue incluida en la promoción XXL de primer año de 2021. Fue nominada a Mejor Artista Revelación en los BET Awards 2021.

### 2022: You Still Here, Ho?
El 20 de julio de 2022, lanzó su segundo álbum de estudio, You Still Here, Ho?.

## Discografía
| Álbumes de estudio - 2022: You Still Here, Ho? - 2023: Fine Ho, Stay | Mixtapes - 2020: Ho, Why Is You Here? |